# Clase Almirante Saldanha

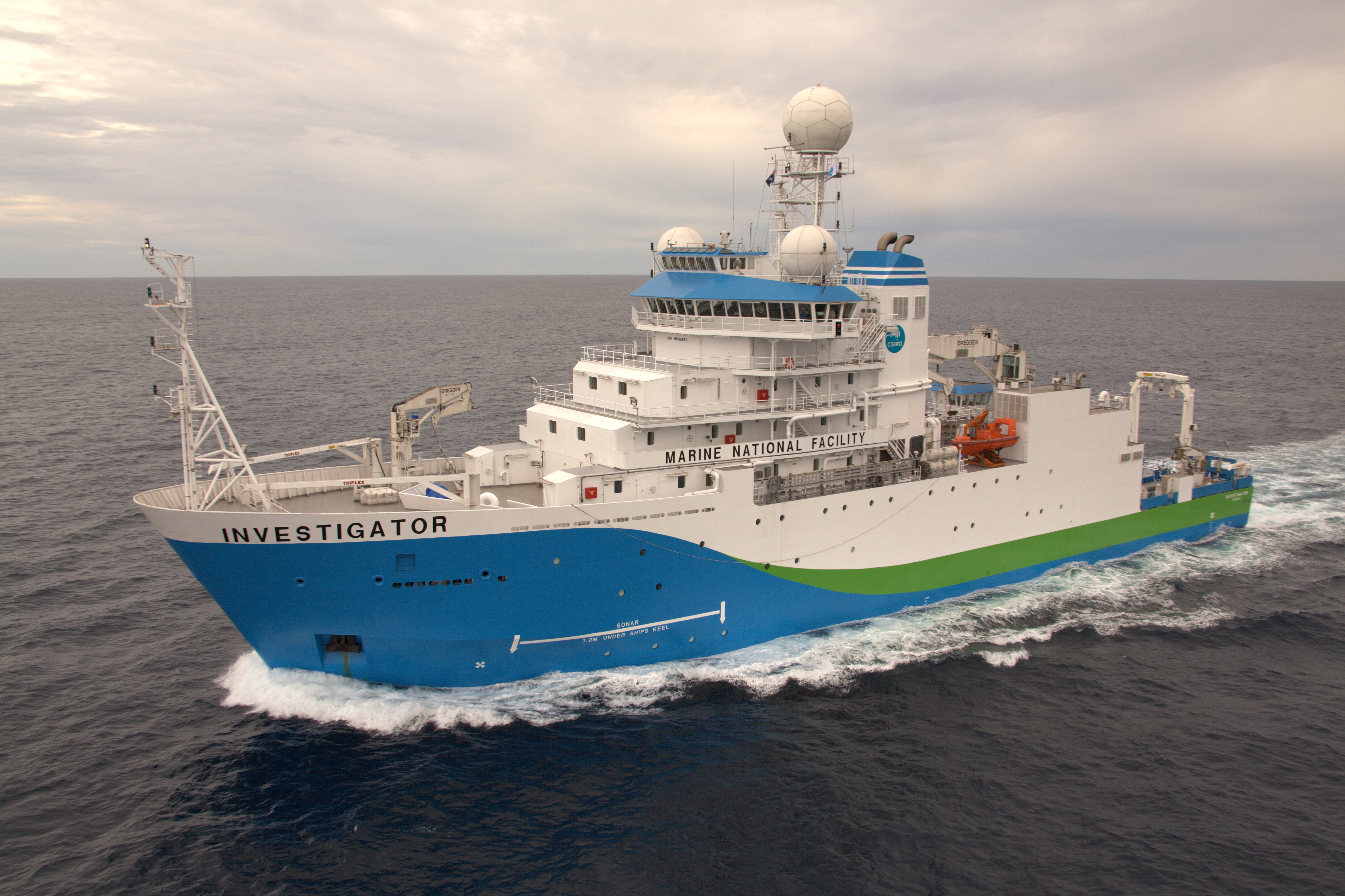
RV Investigator, proyecto de base del NApAnt.

El Almirante Saldanha es el nombre del nuevo Barco de Apoyo Antártico (NApAnt) en construcción para la Armada de Brasil, su nombre es en homenaje a Luiz Philippe Saldanha da Gama, militar brasileño del Sigli XIX. Su proyecto es basado en el RV Investigatorun buque de investigación marina australiano y que fue construido en Singapur. El barco brasileño está en construcción en el Astillero Jurong-Aracruz en el estado de Espirito Santo y el contrato para la adquisición se firmó el 13 de junio de 2022 con previsión de entrega en 2025.
El buque contará con equipos de investigación como sonda de eco de triple frecuencia multihaz y monohaz ADCP (Doppler Effect Profiler), estación meteorológica automática, termosalinógrafo y MVP (Moving Vessel Profile) para estudios de la región antártica y es capaz de navegar en campos de hielo con un casco en un formato específico y reforzado, para poder navegar en la región donde se ubica la Estación Antártica Comandante Ferraz (EACF).

## Especificaciones
- Desplazamiento: 5.880 t
- Longitud: 93,9 m
- Boca moldeada: 18,5 m
- Calado: 6,0 m
- Velocidad Económica: 12 nudos
- Autonomía: 70 días
- Propulsión: diésel-eléctrica
- Tripulación: 95 marineros, 26 investigadores
- Hangar: para 2 helicópteros medianos